# Groß Siemen
Groß Siemen ist ein Ortsteil der Stadt Kröpelin im Landkreis Rostock in Mecklenburg-Vorpommern.

## Geografie und Verkehrsanbindung
Groß Siemen liegt südöstlich des Kernortes Kröpelin. Nordöstlich verläuft die Kreisstraße DBR 5. Die B 105 verläuft nördlich. Am südlichen Ortsrand fließt der Hellbach. Überregional bekannt ist die örtliche Rosenzucht.

## Orts- und Gutsgeschichte
Groß Siemen wird nach Lisch 1322 ersterwähnt, andere wissenschaftliche Angaben gehen erst von 1346 aus. Groß Siemen findet in der Siedlungsgeschichte eine Deutung in Teutschen Symen. Bei Grabungen Ende des 19. Jahrhunderts durch den Prähistoriker Robert Beltz wurden ältere Wendengräber bei Groß Siemen entdeckt die auf eine ältere Besiedlung hinweisen.
Im Ort entwickelte sich ein Lehngut, welches u. a. dem alten Adelsgeschlecht von Bülow gehörte. Ersterwähnt ist der Knappe Vicke von Bülow auf Groß Siemen, um 1395. Er gilt als Stifter der von Bülowschen Familienline V Simen (Groß Siemen) genannt. Hier ist u. a. Berendt Friedrich von Bülow und sein Nachfahre Kord Heinrich von Bülow bekannt, vermählt mit Anna Dorothea von Reventlow, dann mit Brigitte von Plessen-Müsselmow. Nachfolgend erscheinen von 1755 bis 1773 die nobilitierte Familie des Karl Friedrich von Müller, dessen Tochter Luise Sophie von Müller-Groß Siemen (1783–1817), ihren Cousin, den Offizier Carl Friedrich von Müller heiratete. In der Besitzesfolge kommt der bürgerliche Wilhelm Heinrich Dugge. Von 1792 bis 1793 war Carl Ludwig Müller der Grundherr, von 1793 bis 1796 wiederum Christian Carl Bartels. Ab 1796 folgte für zwei Jahre Dietm. Friedrich von Ladiges; bis 1798/1803 der Kammerherr Friedrich Wilhelm von Plessen, welcher 1818 von seinem Diener ermordet wurde. Familie von Röder besaß drei Jahre das Lehngut, bis 1806. Von 1806 (1819)-1826 folgten erneut die Plessen, Ludwig von Plessen (1796–1837). Seit 1826 und bis 1901 sind mehrere Generationen der Familie Maue, auch Maué geschrieben, ansässig, kurzfristig 1901-1902 ein Kammerherr Werner Emil von Bülow, der seinen Homagialeid auf den Landesherrn ableistete. Zuletzt, mindestens von 1902 bis 1938/45, war das Gut erneut in bürgerlichen Händen der Familie Schröder, auch Schröder 3 genannt. Dies waren die direkten Nachfahren des mecklenburgischen Gutsbesitzers Anthon Schröder auf Lischow und seiner katholischen Ehefrau Eleonore Gräfin von Althann, hier Ladislaus Schröder mit Ehefrau Elisabeth von Schwartz, Hochzeit 1902, und ihr Sohn Alexander Schröder (1874–1960). 1928 beinhaltete der Gutsumfang 410 ha, davon waren 39 ha Forsten. Groß Siemen hatte den Status eines Allodgutes, eines freien Eigentums. Zu diesem Zeitpunkt gehörte die Gemeinde Groß Siemen mit Dorf und Gut dem Amt Rostock an.
Anschließend wurde 1945/46 die Bodenreform durchgesetzt. Am 1. Juli 1950 wurde Groß Siemen nach Schmadebeck eingegliedert. Mitte der 1950er Jahre wurde in Groß Siemen die LPG „Glück Auf“ gegründet. Seit 1992 gehörte die Gemeinde zum kurz bestehenden Amt Kröpelin, bis 2011 zum alten Landkreis Bad Doberan.

## Persönlichkeiten
- Anna Levecke(n) von Bülow a.d.H. Groß Siemen (1682–1747),[17] 1727–1747 Domina im Damenstift des Klosters Dobbertin
- Hans Graf von Bülow a.d.H Groß Siemen (1807–1869),[18] Staatsminister

## Sehenswürdigkeiten

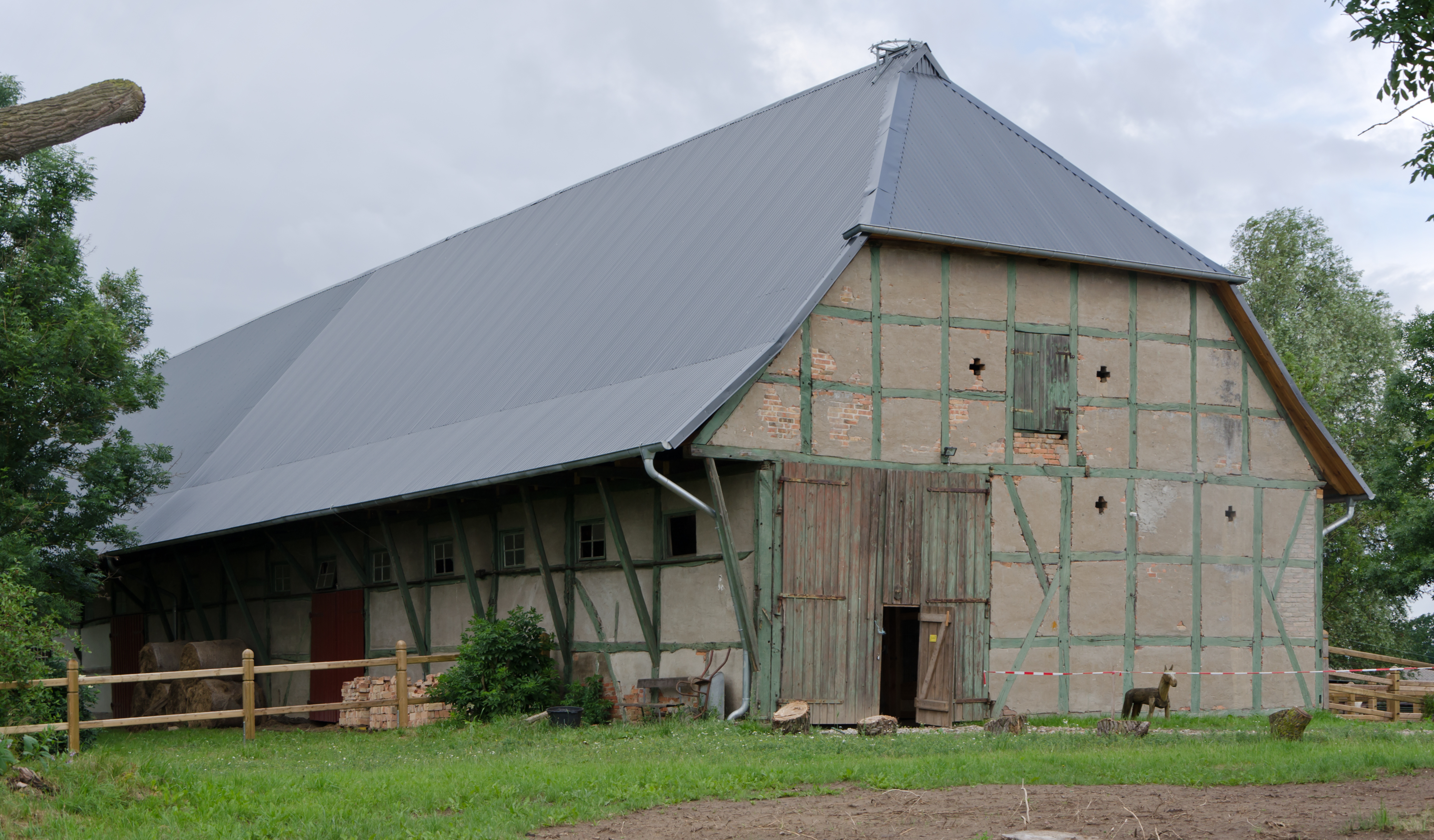
An der Sieme 16
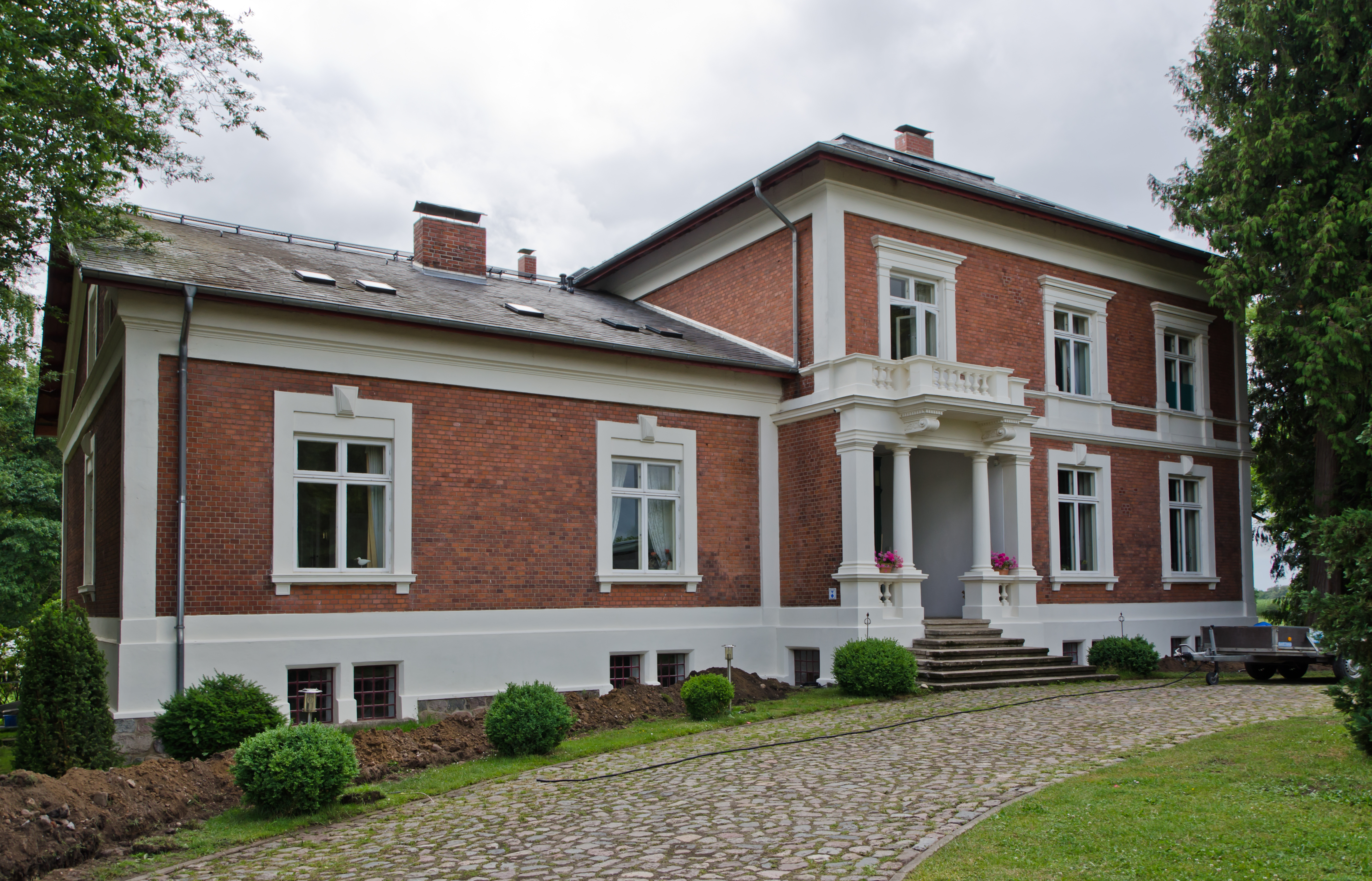
Gutshaus Groß Siemen
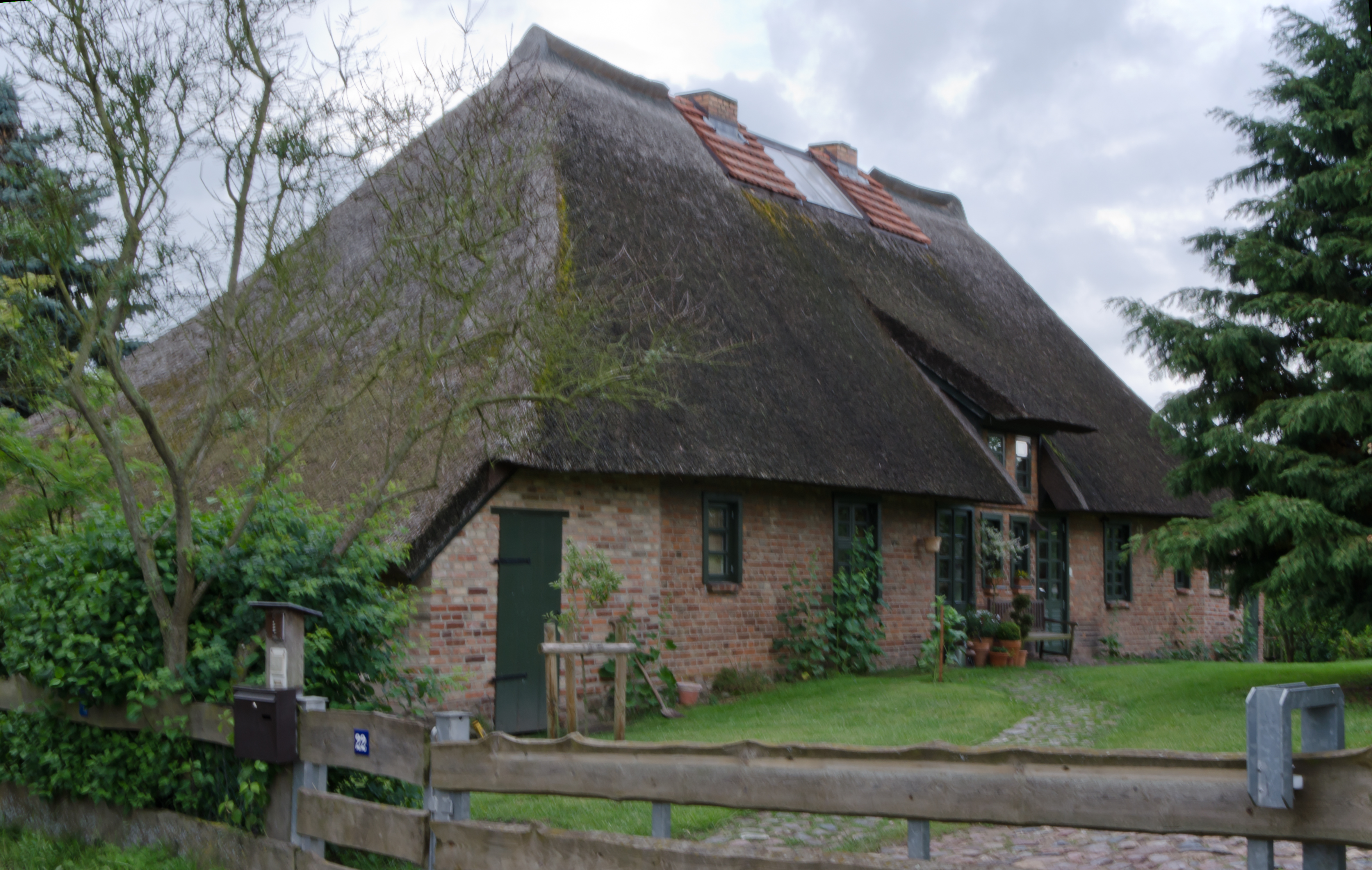
An der Sieme 22

## Weitere Literatur
- Güter-Adreßbuch für Mecklenburg-Schwerin und -Strelitz. Verzeichniß, C. Brünslow Buchhandlung (E. Brückner), Neubrandenburg 1896. Reprint: Klaus D. Becker, Potsdam 2021, S. 50, ISBN 978-3-88372-183-5.
- Mario Niemann (Hrsg.): Ländliches Leben in Mecklenburg in der ersten Hälfte des 20. Jahrhunderts, 1. Auflage, Verlag Koch, Rostock 2004, S. 47., S. 55f., ISBN 3-937179-17-8.
- Ernst Seyfert, Hans Wehner, W. Baarck: Landwirtschaftliches Adreßbuch für Mecklenburg-Schwerin und -Strelitz. In: Niekammer’s Landwirtschaftliches Güter-Adreßbücher (Letzte Ausgabe). Band IV, 4. Auflage, Selbstverlag von Niekammer’s Güter-Adreßbüchern GmbH, Leipzig 1928, S. 150.